# Анналена Бербок
Анналена Шарлотта Альма Бербок (нім. Annalena Charlotte Alma Baerbock; нар. 15 грудня 1980, Ганновер) — німецька політична діячка, член партії «Союз 90/Зелені». Міністр закордонних справ Німеччини в уряді Олафа Шольца з 8 грудня 2021 року. З 27 січня 2018 по 29 січня 2022 року разом із Робертом Габеком очолювала «Союз 90/Зелені».
Анналена Бербок є депутатом Бундестагу з 2013 року. З 2012 по 2015 рік входила до партійної ради «Союзу 90/Зелені», а з 2009 по 2013 рік була головою земельного комітету партії у Бранденбурзі. Належить до політичного крила «Realo».

## Біографія та кар'єра
Виросла разом із двома сестрами та кузинами на старій фермі у селі Шуленбурґ неподалік Ганновера. Навчалась у школі ім. Гумбольдта в Ганновері. В юності займалася стрибками на батуті. У 16-річному віці протягом року Анналена перебувала за обміном у школі у штаті Флорида.
З 2000 до 2004 року після іспитів абітури Анналена вивчала політологію та публічне право в Гамбурзькому університеті та з 2004 до 2005 року міжнародне право в Лондонській школі економіки та політичних наук. Закінчила навчання, отримавши академічний ступінь магістра з міжнародного публічного права (LL.M.).
З 2005 до 2008 року Бербок була співробітником депутата Європейського парламенту Елізабет Шредтер та з 2008 до 2009 року референтом франкції Союз 90/Зелені зі зовнішньої політики та політики безпеки. 2009 року розпочала роботу над дисертацією «Природні катастрофи та гуманітарна допомога» з міжнародного права у Вільному університеті Берліна.
Для проходження практики Бербок переїхала до Бранденбургу, де познайомилася зі своїм чоловіком. Одружена з Даніелем Голефляйшем, має двох доньок 2011 та 2015 року народження та проживає в Потсдамі.

## Політична діяльність

### Партійна діяльність
Бербок є членом Союз 90/Зелені з 2005 року. З 2008 до 2013 року була спікером федеральної робочої групи «Європа», з жовтня 2008 року належить до ради правління партії у землі Бранденбург. З 14 листопада 2009 року обрана разом з Беньяміном Рашке рівноправними очільником земельного комітету партії у Бранденбурзі.
З 2009 року до листопада 2012 року Бербок була членом ради правління Європейської партії зелених, а з листопада 2012 року до листопада 2015 року належала до партійної ради Союз 90/Зелені, яка складалася із 16 осіб. Після проходження до Бундестагу Анналена Бербок не подавала заново своєї кандидатури на пост голови ради правління під час земельного з'їзду делегатів партії у листопаді 2013 року.
Після виборів до Бундестагу 2017 року брала участь у консультаційній групі Союзу 90/Зелені щодо можливої «Ямайської коаліції» з ХДС/ХСС та ВДП, де вона була учасницею консультаційних груп з таких політичних тем як Європа, клімат, енергетика та навколишнє середовище, а також сільське господарство/захист споживачів.
27 січня 2018 року на федеральному з'їзді партії в Ганновері Бербок була обрана разом з Робертом Габеком головою Союзу 90/Зелені. Вона перемогла Аню Піль з лівого крила партії, набравши 64 % голосів, та, як і Габек, належить до політичного крила «Realo».
19 квітня 2021 року партія Союз 90/Зелені висунула Анналену Бербок кандидатом на посаду канцлера ФРН.

### Діяльність у Бундестазі
На парламентських виборах 2009 року Бербок невдало балотувалася до Бундестагу по мажоритарному округу Франкфурт-на-Одері – Одер-Шпре, а також була третьою у земельному списку Союзу 90/Зелені Бранденбурга.
26 січня 2013 року Бербок висунули кандидаткою на парламентські вибори 2013 року по мажоритарному окрузі Потсдам – Потсдам-Міттельмарк — Тельтов-Флемінг. Крім того, вона була обрана головною кандидаткою партії на з'їзді делегатів земельної партії Союз 90/Зелені 2 березня 2013 року, де отримала 87,9 % голосів. Отримавши 7,2 % голосів у своєму федеральному окрузі,.
26 листопада 2016 року на конференції делегатів Альянсу Зелених у Потсдамі Бербок була обрана головним кандидатом від своєї партії в Бранденбурзі на виборах до Бундестагу 2017 року з результатом 99,0 % і була переобрана як прямий кандидат у своєму окрузі 23 січня 2017 року.
У своїй першій парламентській каденції (2013—2017) Бербок обіймала посаду спікера з кліматично-політичних питань у фракції Партії зелених та була членом Комітету з економіки та енергетики та Комітету з справ Європейського союзу, а також заступницею члена Комітету з питань навколишнього середовища. У своїй другій парламентській каденції (2013—2017) Бербок брала участь у німецько-польській парламентській групі, була заступницею голови дружньої спілки Берлін-Тайбей та заступницею члена Парламентської асамблеї Ради Європи.
26 листопада 2016 року на з'їзді делегатів Союзу 90/Зелені у Потсдамі Бербок була обраною головним кандидатом від своєї партії на парламентських виборах 2017 року, набравши 99 % голосів. Крім того, 23 січня 2017 року вона була обрана кандидатом від Союзу 90/Зелені по мажоритарному окрузі 61. На парламентських виборах 2017 року Бербок отримала 8 % голосів виборці у своєму виборчому окрузі та ще раз пройшла в Бундестаг за земельним списком.

### Федеральна голова Партії зелених (2018—2019)
Анналена Бербок була обрана головою партії — разом з Робертом Габеком — на позачерговій конференції федеральних делегатів у Ганновері 27 січня 2018 року. Вона перемогла Аню Піль з лівого крила партії, набравши 64,5 % голосів. Подвійне лідерство в «Реадьяно» є новинкою після десятиліть головування в партії, розділеного між двома таборами. Тому обрання Хабек і Бербок також розглядалося як ознака кінця системи крил. Обидві прагнуть до прагматичного позиціонування, незалежного від логіки цього крила. На партійній конференції 16 листопада 2019 року дует був підтверджений на посаді ще на два роки, Бербок отримала 97,1 % голосів. У лютому 2022 року її та Роберта Хабека замінили на цій посаді Рікарда Ланг та Омід Нуріпур.

### Кандидат у канцлери на федеральних виборах 2021 року
19 квітня 2021 року Анналена Бербок і Роберт Габек оголосили, що федеральний виконавчий комітет Зелених висунув Бербок кандидатом у канцлери на федеральних виборах 2021 року. Це був перший випадок, коли Зелені висунули когось на цю роль. 12 червня 2021 року партійна конференція схвалила цю пропозицію 98,6 % голосів делегатів. Анналена Бербок та Роберт Хабек разом сформували провідний дует на виборах до Бундестагу. Їх передвиборча кампанія проходила під гаслом «Готові, тому що ви готові» («Bereit, weil ihr es seid»). Бербок була другою жінкою після Ангели Меркель, яка балотувалася на найвищу державну посаду Німеччини. У день виборів вона була лише на кілька днів старшою за наймолодшого кандидата, Гідо Вестервелле, у 2002 році. Анналена Бербок раніше не була членом федерального чи земельного уряду. Її відсутність досвіду роботи в уряді піддавалася критиці під час виборчої кампанії, але також розглядалася, як можливість.
17 червня 2021 року Бербок презентувала свою книгу «Зараз. Як ми оновлюємо нашу країну». У ній вона представляє свій погляд на світ і свої політичні цілі, частково змішані з особистим досвідом.
За прямий мандат у виборчому окрузі 61 Бундестагу Бербок змагалася з кандидатом на посаду канцлера СДПН Олафом Шольцем та колишньою генеральною секретаркою СвДП Ліндою Тойтеберг. Шольц виграв прямий мандат з 34,0 % голосів, випередивши Бербок з 18,8 % голосів. Вона пройшла до німецького Бундестагу 20-го скликання на першому місці у списку землі Бранденбург.
2 травня 2025 року Анналену Бербок обрали президенткою Генеральної Асамблеї ООН, її підтримали 167 держав - переважна більшість членів Генасамблеї. Бербок була єдиною кандидаткою на цю посаду.

## Персональне життя
У 2007 році Бербок вийшла заміж за свого партнера Даніеля Холефлейша (* 1973), який з 2004 року відповідав за комунікацію між бізнесом та федеральним виконавчим комітетом у штаб-квартирі партії «Зелених». З 2017 року Холефлейш працював лобістом у Deutsche Post, але залишив цю посаду в липні 2021 року. З травня 2022 року він є партнером комунікаційної консалтингової компанії MS&L. Організація Lobbycontrol описала цей крок Холефлейша як «проблематичний з кількох причин». MS&L іноді працювала на іноземні уряди, «кілька років тому, наприклад, на Саудівську Аравію». Вони жили в Потсдамі, у пари дві доньки (2011 і 2015 років народження).
У листопаді 2024 року Холефляйш і Бербок оголосили про своє розлучення.
Бербок — лютеранська протестантка. Свою віру вона прокоментувала так: «Я не віруюча, але я все ще в церкві, тому що ідея єдності для мене надзвичайно важлива».

## Погляди
В інтерв'ю виданню FAZ у квітні 2021 року заявила, що вважає недоцільним членство України в НАТО через її конфлікт з Росією. Водночас висловилася за те, що на тлі нинішньої напруженості між Росією та Україною слід посилити тиск на Росію, зокрема, вважає, що уряду Німеччини слід відмовитись від підтримки російського газопроводу «Північний потік-2».

## Позапартійна діяльність
У квітні 2016 року Бербок взяла на себе на той час необмежену гарантію щодо законного в'їзду сирійського біженця в рамках ініціативи опікунів сирійських біженців. Вона очолює асоціацію «Hand in Hand Potsdam e.V.», яка займається допомогою біженцям.

## Нагороди
- Орден князя Ярослава Мудрого III ст. (Україна, 28 грудня 2023) — за вагомий особистий внесок у зміцнення міждержавного співробітництва, підтримку державного суверенітету та територіальної цілісності України, популяризацію Української держави у світі[59]